# Красне (Західнопоморське воєводство)
Красне (пол. Krasne, нім. Kraazen) — село в Польщі, у гміні Ліп'яни Пижицького повіту Західнопоморського воєводства.
Населення — 168 осіб (2011).
У 1975-1998 роках село належало до Щецинського воєводства.

## Демографія
Демографічна структура станом на 31 березня 2011 року:
|          | Загалом | Допрацездатний вік | Працездатний вік | Постпрацездатний вік |
| -------- | ------- | ------------------ | ---------------- | -------------------- |
| Чоловіки | 93      | 19                 | 66               | 8                    |
| Жінки    | 75      | 11                 | 47               | 17                   |
| Разом    | 168     | 30                 | 113              | 25                   |